# حديقة حيوانات توركو المائية
أن حديقة حيوانات توركو المائية أيضا يدعى سي لايف هو حوض مائي عام يقع في بيرم باشا في إسطنبول، تركيا. وقد كان هذا الحوض أول حوض مائيٌ عام في تركيا، وهو واحد من أكبر أحواض السمك في أوروبا. بالإضافة إلى كونه أحد المعالم السياحية الرئيسية في إسطنبول، فإن حوض سمك هذا هو مركز للبحوث والصيانة البحرية.